# Loxstedter Totentanz

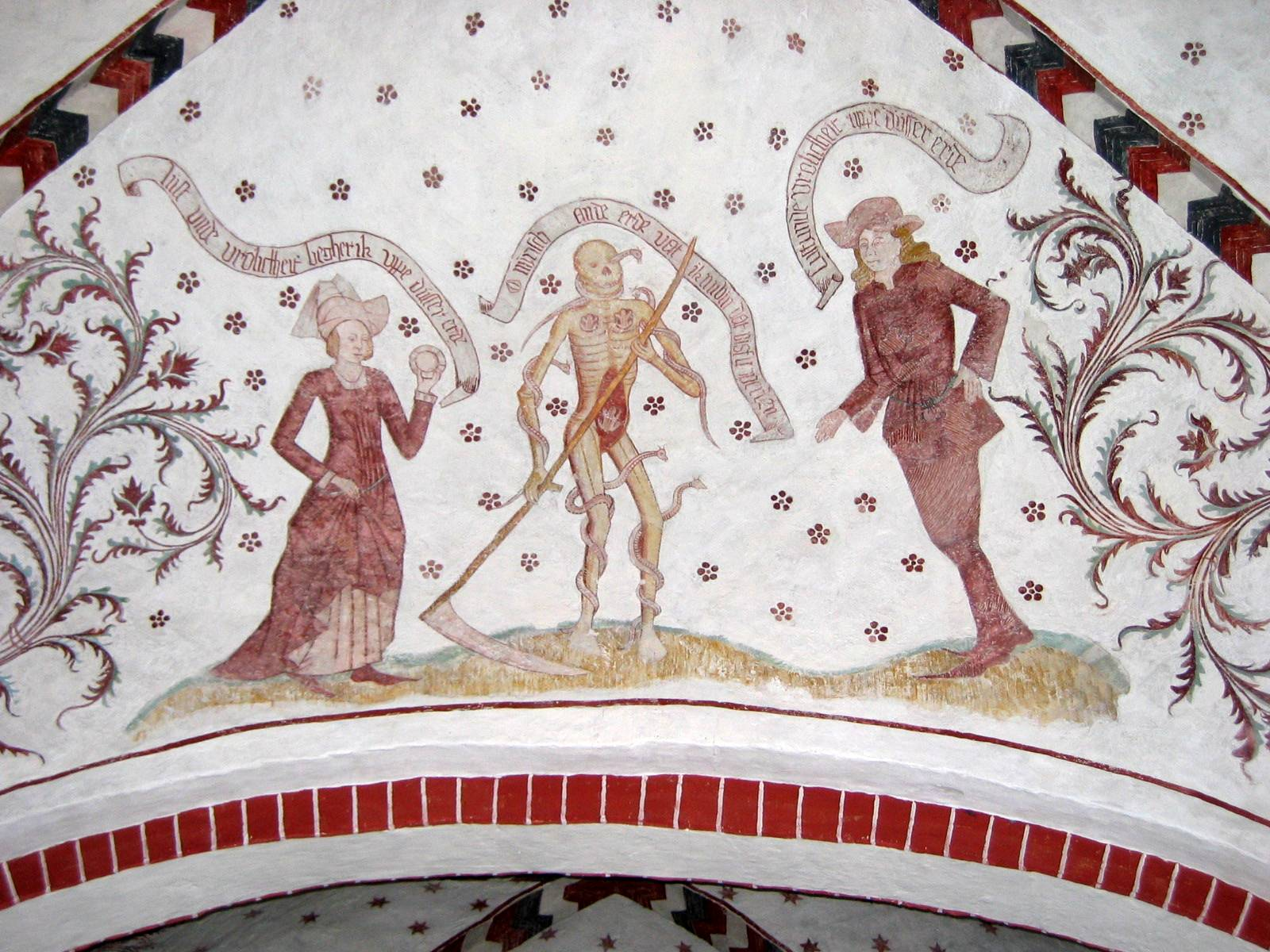
Ausschnitt aus dem Deckengemälde Loxstedter Totentanz in der St.-Marien-Kirche in Loxstedt

Der Loxstedter Totentanz ist ein Deckengemälde aus dem 15. Jahrhundert in der St.-Marien-Kirche in der Ortschaft Loxstedt, die zur gleichnamigen Gemeinde Loxstedt gehört und südlich von Bremerhaven im niedersächsischen Landkreis Cuxhaven gelegen ist.

## Die Kirche
Die Kirche war im Jahr 1371 nach der zweiten Pestwelle im damaligen Erzbistum Bremen, der sogenannten „Kinderpest“, als Kapelle mit drei Kreuzgewölben gebaut worden. Der Bau wird der Jungfrau Maria geweiht und gilt als Grundstock der Loxstedter Kirche. Die Gewölbe wurden in der ersten Hälfte des 15. Jahrhunderts ausgemalt. Thema der Bilder im mittleren Gewölbe ist der schnelle, der plötzliche Tod, dem die Menschen zur Zeit der Pestepidemien ausgesetzt waren.

## Totentanz
Der Loxstedter Totentanz im mittleren Gewölbe ist ein Gruppenbild mit drei Personen. Dargestellt wird ein Paar, zwischen dem trennend der Tod steht. Anders als bei anderen Darstellungen des Themas, wo der Tod mit den Menschen im Reigen tanzt (zum Beispiel Lübecker Totentanz), lässt der enge Raum auf der Gewölbekappe eine so großflächige Darstellung hier nicht zu.
Mann und Frau sind als reiches, höfisches Paar in der damaligen Mode gekleidet, abgebildet, das nur Lust und Fröhlichkeit auf der Erde im Sinn hatte. Das Spruchband über der Frauendarstellung lautet: lust unde vrolichheit begehrik uppe düsser erde (= neuhochdeutsch etwa: „Lust und Fröhlichkeit begehre ich auf dieser Erde“). Das Spruchband über der männlichen Figur wiederholt den Satz, zusätzlich war hier eine Jahreszahl angegeben, von der das Jahrzehnt fehlt: 14?8. „Lust und Fröhlichkeit“ waren bei vielen Menschen zu jener Zeit das Lebensmotto. Man lebte so, als ob jeder Tag der letzte wäre.
Zwischen den beiden steht der Tod. Er ist nicht in der üblichen Weise als Skelett dargestellt. Welkes Fleisch liegt auf den Knochen. Die Haut wirkt ledern und mumifiziert. Die Körperhöhlen sind ausgeweidet. Zum Beweis, dass es sich um einen toten Körper handelt, sitzen Kröten im Bauchraum und auf dem Brustkorb. Schlangen winden sich um Arme und Beine und sehen aus den Augenhöhlen heraus. In der Hand hält er eine Sense und versinnbildlicht damit den Pesttod, der als "Schnitter" stets zur Stelle war. Ein Bild, was den Menschen vertraut war. Das Spruchband über dem Tod lautet: O Minsch an de Erden wat ick bün dat wisstu werden (= neuhochdeutsch etwa: „O Mensch auf der Erde: was ich bin, das wirst du werden“).
Diese Bußpredigt hatten die Menschen stets vor Augen, denn das Bild befindet sich an hervorgehobener Stelle, in Blickrichtung zum Altar, über dem sich eine Darstellung des Jüngsten Gerichts befand.

## Bilder im Kontext
Der Totentanz steht allerdings nicht isoliert. Auf die Bußpredigt folgt für die Menschen eine Lösung: Die Anrufung von Heiligen als Schutzpatrone gegen die Pest soll Hilfe bringen. So ist auf der nördlichen Gewölbekappe der bekannteste Pestheilige abgebildet, St. Sebastian. Auf dem südlichen Gewölbefeld finden wir die Steinigung des Stephanus.
Dem Totentanz genau gegenüber, auf der westlichen Kappe, befindet sich eine monumentale Darstellung des Hl. Christophorus. Er gilt als Patron für ein seliges Sterben. Mit dem Christuskind auf der Schulter ist er symbolisch der Träger der Seelen in das Paradies. Dieses Bild erinnert an den Fährmann Charon aus der griechischen Mythologie.

„Wie groß das Vertrauen in diesen Heiligen war, lässt die Freundlichkeit der Malerei erkennen, die sich durch den angelnden Pilger und die beiden Plattfische im Wasser auch in einen Bezug zur Wesermündung bringen lässt, die bis zur Regulierung und Vertiefung der Weser im letzten Jahrhundert bei Niedrigwasser noch passierbar gewesen sein soll.“

Eine andere Geschichte stellt Christophorus als einen dem Teufel dienenden Mann dar. Als er merkt, dass der Angst vor dem Kreuz hat, geht er nun den Mann am Kreuz suchen, weil er nur dem Stärksten dienen will. An einem Fluss, über den es keine Brücke, sondern nur eine Furt gibt, bittet ihn ein Kind, über den Fluss getragen zu werden. Dabei wird das Kind immer schwerer und gibt sich schließlich als Christus zu erkennen, mit dem zusammen er die Last der ganzen Welt auf seiner Schulter trägt.

## Weitere Entwicklung
Die Gemeinde war zunächst eine Filialgemeinde der Kirche von Beverstedt. Nach einer Urkunde aus dem Jahre 1443 stellten die Loxstedter beim Bischof Albert von Bremen den Antrag, einen eigenen Pastor zu bekommen und eine selbständige Gemeinde zu werden. Als Begründung gaben sie die weiten und schlechten Wege nach Beverstedt an. Dem Antrag wurde 1451 stattgegeben. Die Kapelle wurde nach Osten um ein Chorquadrat verlängert. Anfang des 16. Jahrhunderts kam ein Turm dazu.
Das Gewölbe über dem neuen Altar wurde im Zeitgeschmack des damals einsetzenden Annenkultes mit einem Bild der Heiligen Sippe ausgemalt, das heutzutage als sehr gut erhaltene Darstellung bekannt ist.

„Als einzigartig in Nordwestdeutschland wird die Malerei angesehen, die sich im zweiten Kirchengewölbe, von Westen,...,befindet. Es handelt sich um vier Bildeinheiten, die einen Pestzyklus des späten Mittelalters darstellen, dessen Mittelpunkt der "Loxstedter Totentanz" ist.“

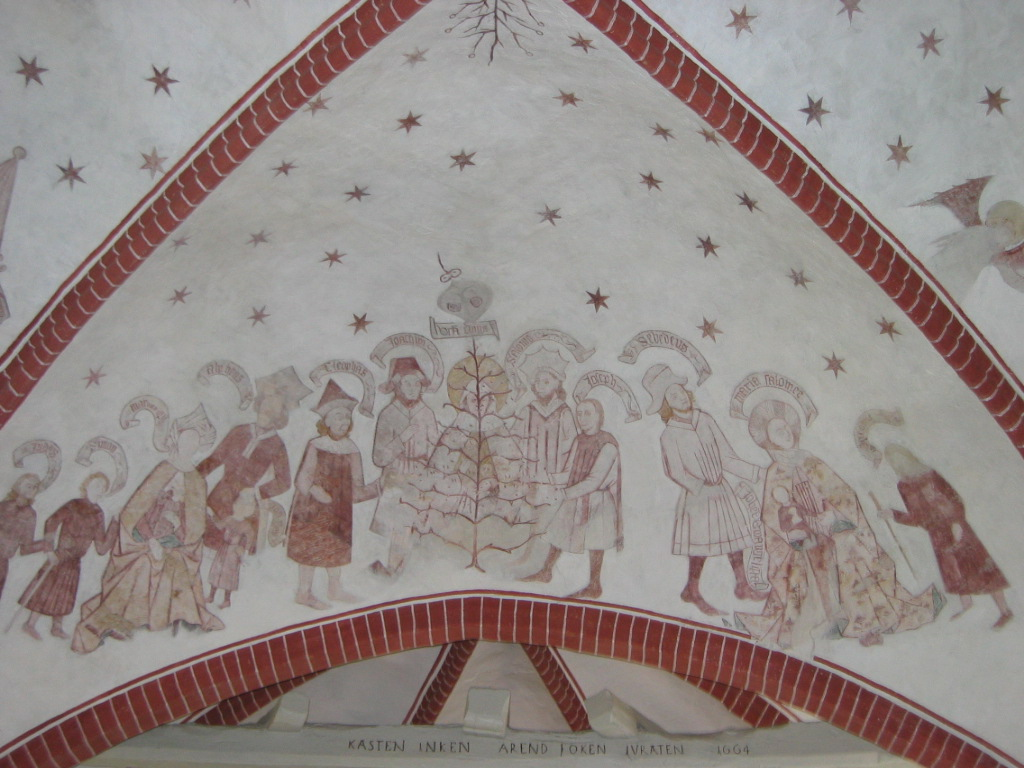
Deckenbild Die Heilige Sippe in der St.-Marien-Kirche in Loxstedt

Die übrigen Motive im neuen Chor sind im Norden die Georgslegende, im Süden die Anbetung Jesu durch die Heiligen Drei Könige und im Westen die Erschaffung Evas, der Sündenfall und die Vertreibung aus dem Paradies mit einem Cherub mit Flammenschwert.
Bereits im 16. Jahrhundert wurden die Gemälde im Zuge des Bildersturms der Reformationszeit übertüncht. Erst 1910 wurden sie wiederentdeckt und freigelegt, bis auf einige Fehlstellen in der Darstellung des Jüngsten Gerichts und des westlichsten Joches. 1965 wurden sie gründlich restauriert, wobei Zusätze der ersten Restaurierung wieder entfernt wurden. Im Jahr 1999 wurden die Bilder gereinigt und die Bögen und Gewölberippen neu ausgemalt.